# Banque de réseau
Une banque de réseau est une banque de détail disposant d'un réseau physique d'agences sur un territoire donné. Il s'agit du réseau bancaire traditionnel en opposition avec la banque directe.

## Banques de réseau disposant d'une présence sur l'ensemble du territoire français
- Banque populaire
- Barclay
- BPE Banque privée européenne
- BNP Paribas
- Groupe Caisse d'épargne
- Crédit agricole
- Crédit du Nord
- Crédit mutuel
- Crédit industriel et commercial
- HSBC
- La Banque postale
- LCL
- Société générale

## Banques de réseau disposant d'une présence sur une partie du territoire français
- Banque de Bretagne
- Banque Palatine
- Crédit maritime
- Crédit municipal
- La Nef (entreprise)